# Sissach
Sissach es una comuna suiza del cantón de Basilea-Campiña, capital del distrito de Sissach. Limita al norte con las comunas de Nusshof y Wintersingen, al noreste con Rickenbach, al este con Böckten y Thürnen, al sur con Zunzgen, al oeste con Itingen, Lausen y Hersberg.